# Pierre Demargne
Pierre Demargne (Aix-en-Provence, 8 de febrero de 1903 - París, 13 de diciembre de 2000)  fue un historiador y arqueólogo francés. Estudió en la Escuela Normal Superior de París y pasó a trabajar en la agregación de letras. Fue miembro de la Escuela Francesa de Atenas desde 1926 y de la Academia de Inscripciones y Lenguas Antiguas desde 1969.
Comenzó en 1951 una serie de excavaciones arqueológicas (financiadas por el Ministerio de las Relaciones Exteriores de Francia) en Asia Menor y costa sur de Turquía, especialmente en Janto, la antigua capital de Licia, ocupada más de un milenio, desde aproximadamente el siglo VII a. C., por licios, griegos, romanos y bizantinos. Sus descubrimientos, incluyendo la arquitectura monumental e inscripciones funerarias han permitido a los estudiosos comprender puntos decisivos acerca de la civilización licia.